# クリスチャン・エルメレンス
クリスチャン・ヤコブ・エルメレンス（Christiaan Jacob Ermerins、1841年6月21日 - 1880年2月11日）は、明治時代にお雇い外国人として来日したオランダの医学者である。名のクリスチャンの綴りはChristianとも表記される。

## 経歴・人物
ミッテルブルグ出身。フローニンゲン大学卒業後、1870年（明治3年）、同年帰国したアントニウス・ボードウィンの後継者として大阪医学校（現在の大阪大学医学部）で教鞭を執った。
その後、同学校の閉鎖により辞職し、1877年（明治10年）に任期満了及びコンスタント・ゲオルグ・ファン・マンスフェルトに交代し帰国するまで、大阪府民病院等の教師に歴任した。
帰国後は母国の病院長を務めた。没後有志たちが活動拠点とした大阪の中之島公園に記念碑を立てた。